# Paul Drinkhall
Paul Drinkhall (né le 16 janvier 1990 à Middlesbrough) est un pongiste britannique. 
Il est champion d'Angleterre en 2007, 2009, 2011 et 2012. Son meilleur classement mondial est no 33 en janvier 2015.
Il avait remporté les championnats d'Europe Cadets et junior. En catégorie -21 ans, il remporte l'Open de Pologne ITTF en 2010. En catégorie sénior, il remporte l'Open d'Espagne ITTF en 2014.
Il est membre de l'équipe de Grande-Bretagne, et a participé à ce titre aux jeux olympiques 2012 et 2016. 
Il a atteint les demi-finales lors des championnats du monde de tennis de table par équipes 2016, avec son compatriote Liam Pitchford.